# Bob Anderson
Bob Anderson (n. 19 mai 1931, Greater London, Anglia, Regatul Unit – d. 14 august 1967, Northampton, Anglia, Regatul Unit) a fost un pilot englez de Formula 1 care a evoluat în Campionatul Mondial între anii 1963 și 1967.
1. 1 2 3 4 5  Mr Bob Anderson (în engleză), The Times, 15 august 1967, p. 10